# De erfpachters
A painted house is een novelle van de Amerikaanse auteur John Grisham. Het boek gaat over arme Zuidelijke katoenboeren die het hoofd maar net boven water kunnen houden. Hoofdpersoon is de zevenjarige Luke Chandler, die door de gebeurtenissen langzaam steeds verder van de droomwereld van een kind in de realiteit gaat leven, en zijn leven met andere ogen gaat zien.
Voortdurend blijkt het contrast tussen het behoudende arme agrarische Zuiden en het rijke industriële Noorden, waar de consumptiemaatschappij en welvaart al diep zijn doorgedrongen. Terwijl in het Noorden telefoons en auto's heel normaal zijn, zijn in landelijk Arkansas auto's een zeldzaamheid, en hebben veel huizen geen elektriciteit of waterleiding. Kinderen moeten meehelpen met de oogst en de scholen beginnen pas in november om daar rekening mee te houden. Oudere kinderen stoppen vaak voortijdig met school om fulltime mee te helpen op de boerderij. Het is normaal en er wordt verwacht dat iedereen boer wordt, net als hun ouders en grootouders. Luke wordt eens per week gewassen wat naar lokale maatstaven veel is. Weliswaar vertrekken er mensen tijdelijk of permanent naar het noorden, maar de Zuidelijke identiteit is nog sterk en er heerst wantrouwen tegen de 'yankees', die als arrogant en snobistisch worden gezien.
De tegenstelling heerst ook in de familie. Lukes vader en grootvader ('Pappy') zijn boer, net zoals iedereen is en altijd is geweest. Lukes moeder is daarentegen afkomstig uit een boerderij bij de stad Memphis en weet dus beter. Zij wil aan het uitzichtloze boerenleven ontsnappen en wordt daarom door Pappy en oma een beetje vreemd gevonden. Luke wil ook geen boer worden: zijn grote droom is profhonkballer te worden bij de St. Louis Cardinals. Verder is er nog een 19-jarige oom Ricky, die in Korea vecht.
Het geschilderde huis symboliseert verandering in tegenstelling tot zijn behoudende grootouders (gesymboliseerd door zijn grootvader die altijd 37 mijl per uur (59 km/u) rijdt omdat hij denkt dan het zuinigst te rijden).
Het boek slaat hier een heel andere toon aan dan de meeste werken van Grisham.

## Het verhaal
Het is 1952. Ieder jaar als de tijd voor de katoenpluk nadert nemen de boeren van Arkansas katoenplukkers in dienst. Sommigen zijn ook Arkansassers uit de Ozark Mountains ("heuvelmensen"), anderen Mexicanen. Lukes familie, de Chandlers, nemen de familie Spruill in dienst, alsmede tien Mexicanen. Toch moet iedereen, inclusief de kleine Luke, meehelpen. Als er onvoldoende katoen geoogst en verkocht wordt, kan de familie zijn schulden en de erfpacht niet meer betalen. Ieder jaar speelt de familie quitte of maakt een kleine winst, maar als de oogst slecht is gaan families kopje-onder. Veel boeren moeten noodgedwongen 's winters in fabrieken in het noorden werken om het financiële gat te dichten.
Die zomer vinden een aantal gebeurtenissen plaats die Lukes kijk op het leven veranderen en hem doen groeien.
Hank Spruill, de oudste zoon van de Spruills, is een arrogante vechtersbaas en vernedert Luke wanneer zijn ouders er niet bij zijn. Hij zegt dat boeren arrogant zijn en neerkijken op heuvelmensen omdat ze hen inhuren, maar dat heuvelmensen als de Spruills ondertussen wel een veel mooier en geverfd huis hebben. Het huis van de Chandlers is niet geverfd: verf is veel te duur en wordt niet nodig geacht. Hanks zusje Tally en haar gehandicapte broer Trot nemen het echter voor Luke op wanneer Hank te ver gaat. Trot en Tally kopen nadien verf en Trot begint zelf met het verven van het huis, waarna Luke ook begint met verven.
Hank slaat drie lokale vechtersbazen van de familie Sisco in elkaar waarbij een aan zijn verwondingen overlijdt. De sheriff zoekt bewijs dat er sprake is van doodslag maar niemand wil iets zeggen: de familie is bang dat een arrestatie van Hank leidt tot het vertrek van de Spruills terwijl er nog zo veel katoen te oogsten is. Bovendien was het een drie-tegen-eengevecht waarbij Hank het had opgenomen voor een heuvelman die door de Sisco's in elkaar werd geslagen. Luke heeft echter gezien dat Hank de jongens zelfs nog schopte en met een houten lat sloeg toen ze weerloos op de grond lagen, maar houdt dit voor zich. Niet alleen wil hij zijn familie helpen, ook is hij bang voor Hank.
Op een kermis in het nabijgelegen dorp is een van de attracties de Sterke Man Samson. Hank verslaat de Sterke Man en wint hiermee 250 dollar. Hij gaat sindsdien minder en minder katoen plukken, want hij heeft nu genoeg geld. Ook komt hij in conflict met een van de Mexicanen, bijgenaamd Cowboy vanwege zijn grote hoed. Aanleiding is een honkbalwedstrijd waarbij Cowboy Hank als werper niet de kans geeft een slag te maken en de show te stelen. Wanneer Hank daarop uit woede een honkbal tegen Cowboys ribben gooit, smijt Cowboy de knuppel naar Hank, waarop die in de aanval gaat en Cowboy een mes trekt. Ondertussen groeit er geleidelijk een romance tussen Cowboy en Tally.
De spanningen lopen hoger op wanneer de oudste Sisco, opgesloten wegens moord, uit de gevangenis ontsnapt en in de buurt wordt gesignaleerd. Er bestaat de kans dat hij wraak wil nemen voor zijn gedode broer. Bovendien is de sheriff er nog steeds van overtuigd dat Hank de jonge Sisco doelbewust heeft doodgeslagen, en treitert Hank Cowboy en de andere Mexicanen. Hank plukt toch al bijna geen katoen meer, is een verstorende factor, en wordt daarom verzocht weg te gaan. Luke ziet hem weglopen en ziet ook hoe Cowboy hem achtervolgt. Zodoende is Luke getuige van de moord op Hank door Cowboy. Cowboy berooft Hank van zijn geld en dreigt Luke zijn moeder te vermoorden als hij erover praat. Later loopt Cowboy met Tally weg om werk te zoeken in het noorden en met haar te trouwen, met het gestolen geld van haar broer op zak. Tally beseft niet dat ze met de moordenaar van haar eigen broer trouwt.
Ondertussen blijkt dat Lukes oom Ricky, een kind heeft verwekt bij een buurmeisje, Libby Latcher. Ook komt op een dag een achterneef, Jimmy Dale, op bezoek met zijn yankee vrouw, die zich laatdunkend over de katoenboeren uitlaat, die ze maar achterlijk vindt. Luke zegt dat hij later honkballer wil worden, een St. Louis Cardinal. Zij antwoordt hem dat hij een straatarme boer zal worden, net als zijn ouders en grootouders. Luke neemt wraak door haar bang te maken met een slang wanneer ze op het privaat zit, waardoor ze er niet meer uitdurft. De streek levert hem een pak voor zijn broek op maar vader slaat niet al te hard: hij en de familie vinden het eigenlijk wel grappig hoe de kleine Luke een 'arrogante yankee' beet heeft genomen.
Met oktober komen de gevreesde regens, waardoor er gevaar van overstroming dreigt en minder katoen geplukt kan worden. Natte katoen is namelijk veel te zwaar en beschadigt de ontkorrelmachine. De Mexicanen die niets meer te doen hebben, helpen Luke mee met verven. Vader koopt bovendien verf voor Luke, en ook Lukes gespaarde plukgeld geeft hij uit aan verf.
De oogst mislukt uiteindelijk doordat het laaggelegen land van de Chandlers overstroomt, waardoor ze het niet meer redden. De Mexicanen en de Spruills vertrekken en de familie vangt de Latchers op, wier huis is overstroomd. Nu helpen de Latchers met verven, tot bijna het hele huis geschilderd is.
Pas nu durft Luke aan Pappy te vertellen dat Cowboy Hank heeft vermoord en gedreigd heeft zijn moeder te doden. Pappy verklaart dat het beter is dat het een geheim blijft: Hank is al dood en Cowboy is niet meer te vinden.
Vader bezwijkt voor de suggestie van moeder: ze kunnen hier niet blijven en ieder jaar quitte spelen of geld verliezen. Uiteindelijk trekken Luke en zijn ouders, zoals veel arme Zuiderlingen, naar de industriesteden van het Noorden.

## Bestseller 60
| Boeken met noteringen in de Nederlandse Bestseller 60 | Jaar van verschijnen | Datum van binnenkomst | Hoogste positie | Aantal weken | Opmerkingen |
| ----------------------------------------------------- | -------------------- | --------------------- | --------------- | ------------ | ----------- |
| De erfpachters                                        | 2001                 | 05-04-2006            | 9               | 2            |             |